# Траппенье, Жан-Мари
Жан-Мари Траппенье (фр. Jean-Marie Trappeniers; 13 января 1942, Вилворде — 2 ноября 2016, Бельгия) — бельгийский футболист, играл на позиции вратаря.

## Биография

### Клубная карьера
Траппенье в течение 12 сезонов играл за «Андерлехт», в составе которого выиграл 6 чемпионских титулов и Кубок Бельгии 1965 года. В 1971 году перешёл в «Юнион», где отыграл два сезона, а в 1973 году стал игроком «Антверпена», в составе которого играл в течение шести сезонов. 
В 1979 году перешёл в «Эндрахт», где играл в течение двух сезонов, а завершил карьеру в «Юнионе» в 1982 году.

### Карьера в сборной
В составе сборной Бельгии принимал участие на чемпионате мира 1970 года в качестве одного из трёх вратарей, но на поле так и не вышел.

### Смерть
Скончался 2 ноября 2016 года в возрасте 74 лет.

## Достижения
«Андерлехт»
- Чемпион Бельгии (6): 1961/62, 1963/64, 1964/65, 1965/66, 1966/67, 1967/68
- Обладатель Кубка Бельгии (1): 1964/65